# Młyńsk (województwo kujawsko-pomorskie)
Młyńsk – osada w Polsce położona w województwie kujawsko-pomorskim, w powiecie chełmińskim, w gminie Papowo Biskupie.
W latach 1939–1945 położona była w okręgu Rzeszy Gdańsk-Prusy Zachodnie, w rejencji bydgoskiej (Regierungsbezirk Bromberg), w powiecie Chełmno (Kreis Kulm).
W latach 1975–1998 miejscowość administracyjnie należała do województwa toruńskiego.
W latach 1939–1942 dotychczasową nazwą wsi było Mlinsk, lecz po przeprowadzonej zamianie nazw miejscowości w Okręgu Rzeszy Gdańsk-Prusy Zachodnie, w latach 1942–1945 nazywała się Breitenteich.